# Isla Dawanshan

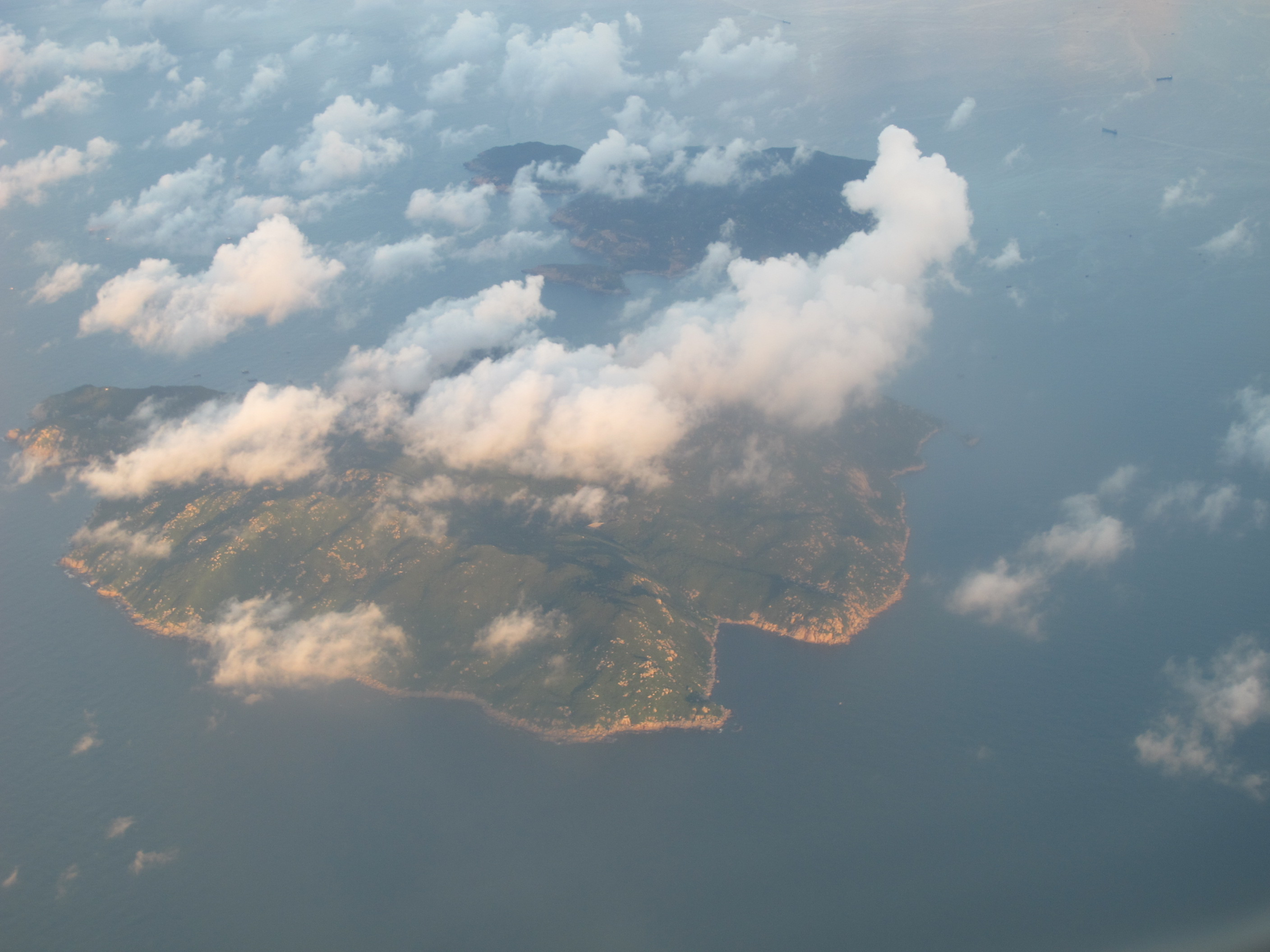
Archipiélago de Wanshan.

La isla Dawanshan (大万山岛) es una isla en el suroeste del archipiélago de Wanshan en la costa afuera de Cantón, República Popular de China. Tiene una superficie de 8.1 km² y una población de 3000 habitantes. La sede del poblado Wanshan (万山镇) de la ciudad-prefectura de Zhuhai está situada en la isla. Dawanding (大万顶) en la isla Dawanshan tiene una altitud de 443.13 m.
La isla Dawanshan se encuentra en una de las zonas pesqueras más importantes de China. Sin embargo, Perna viridis, una especie de mejillones, se encontró contaminada con HCH, DDT y PCB en la isla. Hay embalse en la isla por la disponibilidad limitada del agua dulce. La isla es accesible a través de los transbordadores desde el puerto Xiangzhou (香洲港) de Zhuhai.